# 丹麥式設計

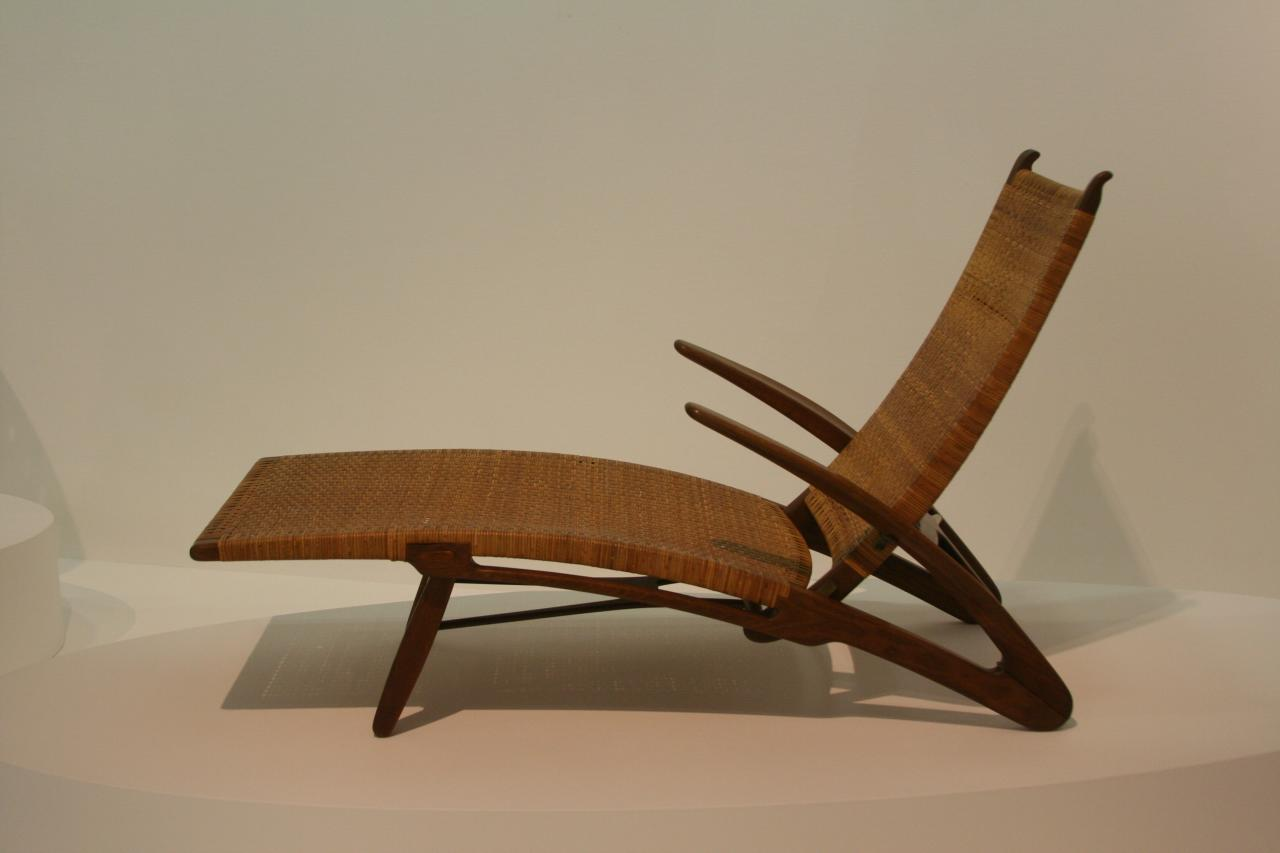
漢斯·魏格納設計的椅子，巴黎龐畢度中心

丹麥式設計（英語：Danish Design）是一個常被用來描述功能主義式的設計和20世紀中期發展出的建築風格。受德國包豪斯學派的影響，很多丹麥設計師結合極簡主義和功能主義，使用了新的工業技術設計建築、傢具和家庭用品，其中很多設計已經變成了典型，到現在已然被使用和生產著。著名的例證有蛋椅、PH燈和悉尼歌劇院。

## 設計師

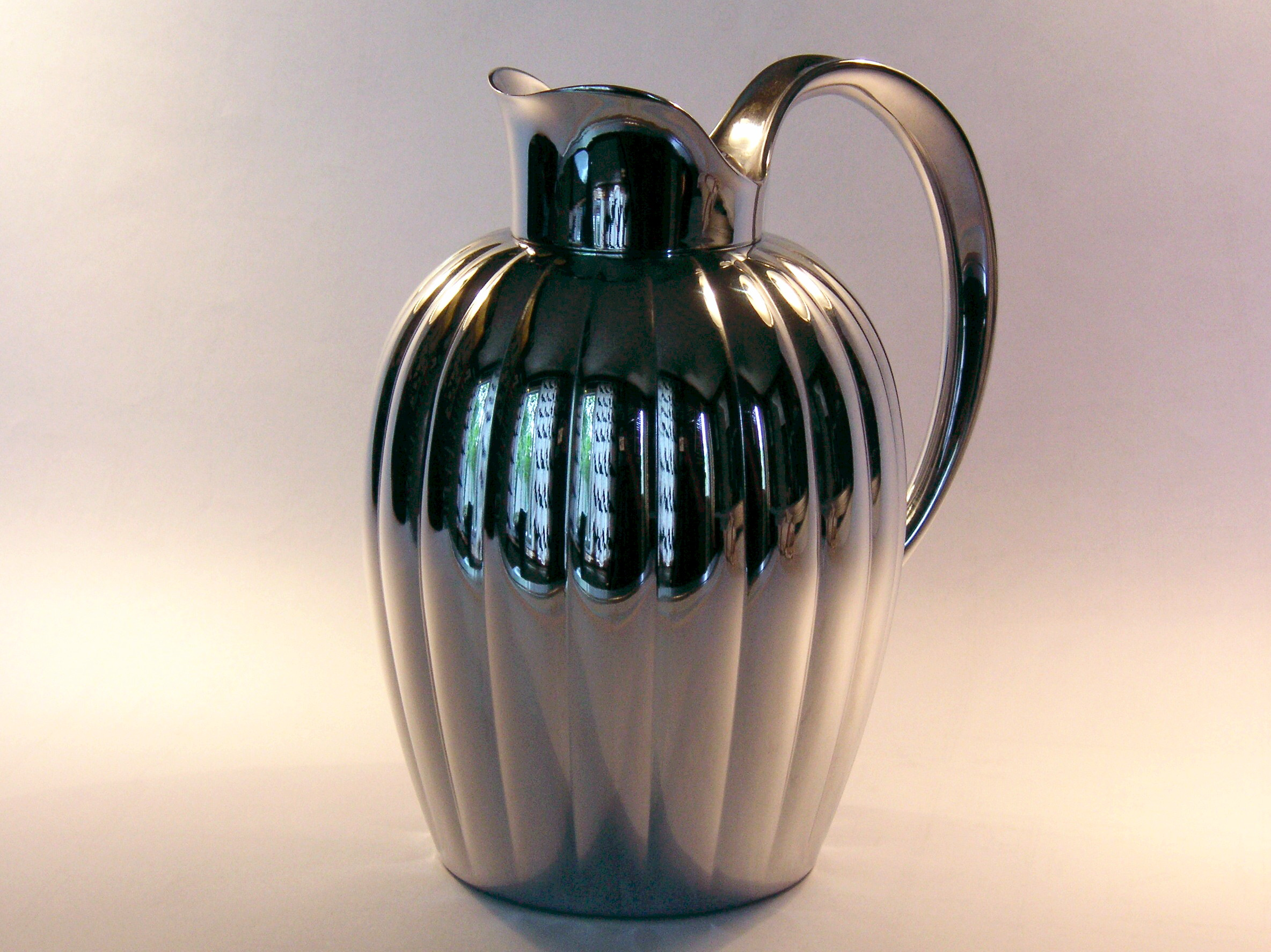
貝爾納多特的熱水瓶，2004年

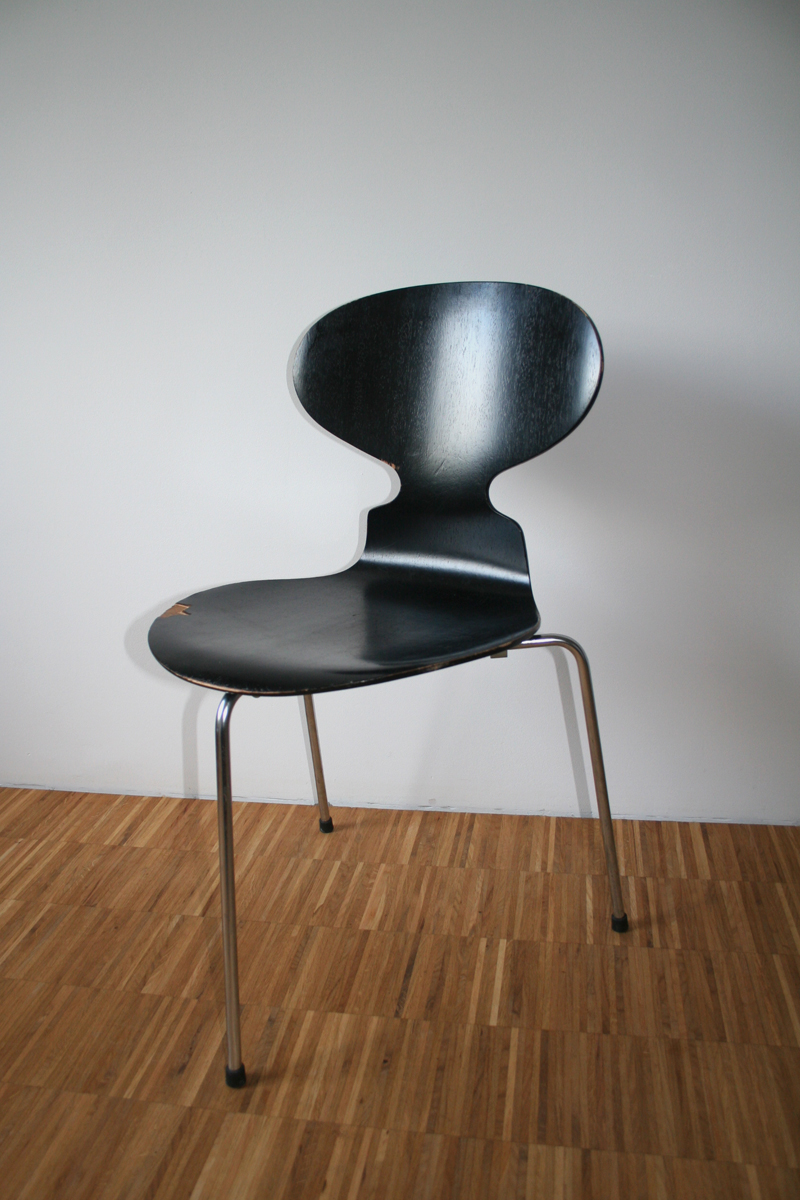
1951年阿納·雅各布森設計的螞蟻椅

與這一理念有關的著名設計師有波奇·莫更森（1914–1972）、芬·居爾（1912–1989）、漢斯·魏格納（1914–2007）、阿納·雅各布森（1902–1971）、Poul Kjærholm（1929–1980）、保爾·漢寧森（1894–1967）、維納·潘頓（1926–1998）、Kristian Solmer Vedel（1923–2003）、Jens Harald Quistgaard（1919–2008）和Ole Wanscher（1903–1985）。

## 歷史
第二次世界大戰結束後不久，因為已經達到工業化時代末期，丹麥的傳統技藝能夠得以緩慢和穩定發展，而被經歷二戰的人們也渴望一些新的東西，同時隨著至少在1930年代就開始的對自由和民權的爭取，丹麥出現了一個有利於藝術發展的空間。因此丹麥式設計在1950和60年代經歷了一段黃金時期，但是後來可能有所衰落。
而現在，隨著工業發展，丹麥又開始關注於設計領域，丹麥政府啟動了“DesignDenmark”計劃，目的是恢復丹麥在國際設計領域的地位。

## 外部連結
- Examples of Mid Century Modern Design（页面存档备份，存于）
- Mid Century Modern Furniture, Decorative Objects, and Art
- Danish Design（页面存档备份，存于）